# Santuari de la Salut (Vallfogona de Ripollès)
Santuari de la Salut és una obra del municipi de Vallfogona de Ripollès (Ripollès) inclosa en l'Inventari del Patrimoni Arquitectònic de Catalunya.

## Descripció
És d'una sola nau amb presbiteri rectangular i capelles amb altars entre els contraforts. L'altar major està un xic enlairat mitjançant una escalinata, té un retaule barroc, de poc interès artístic amb columnes salomòniques, i un cambril amb una imatge del segle xix de talla de la Mare de Déu de la Salut. Les capelles laterals varen ésser pintades amb frescos, el segle passat, per un artista olotí. Aquestes pintures no han sigut respectades ni pel temps ni pels homes, perquè han estat molt perjudicades per humitats de filtració, i s'hi ha sobreposat columnes, imatges, etc. A la primera capella de l'esquerra, darrere del Crist, hi ha pintada sobre el mur una còpia de la transfiguració de la Santa Teresa de Bernini, obra escultòrica que es conserva a Roma. La façana té: porta rectangular, dues petites finestres, al damunt una fornícula amb teula de ceràmica vidriada i una imatge de terracota, d'un graciós estil popular, als dos cantons hi ha restes de dos meridianes solars. La coberta de teula renovada fa pocs anys. El cor té una estructura barroca popular, molt interessant.

## Història
El 1649 ja existia el santuari, però el creixement de la devoció mariana va fer que a la fi del segle xvii (1689) es comencés l'edificació de la nova església sobre l'antiga, i es beneí el 1701. El santuari es troba davant de l'antic camí reial, que pujant des del riu, passa per davant de Sant Julià i va cap al coll de Caubet i Olot. Al tenir problemes d'assentament, l'església de Sant Julià, amenaçava ruïna, el santuari de la Salut va passar a fer les funcions de parròquia.

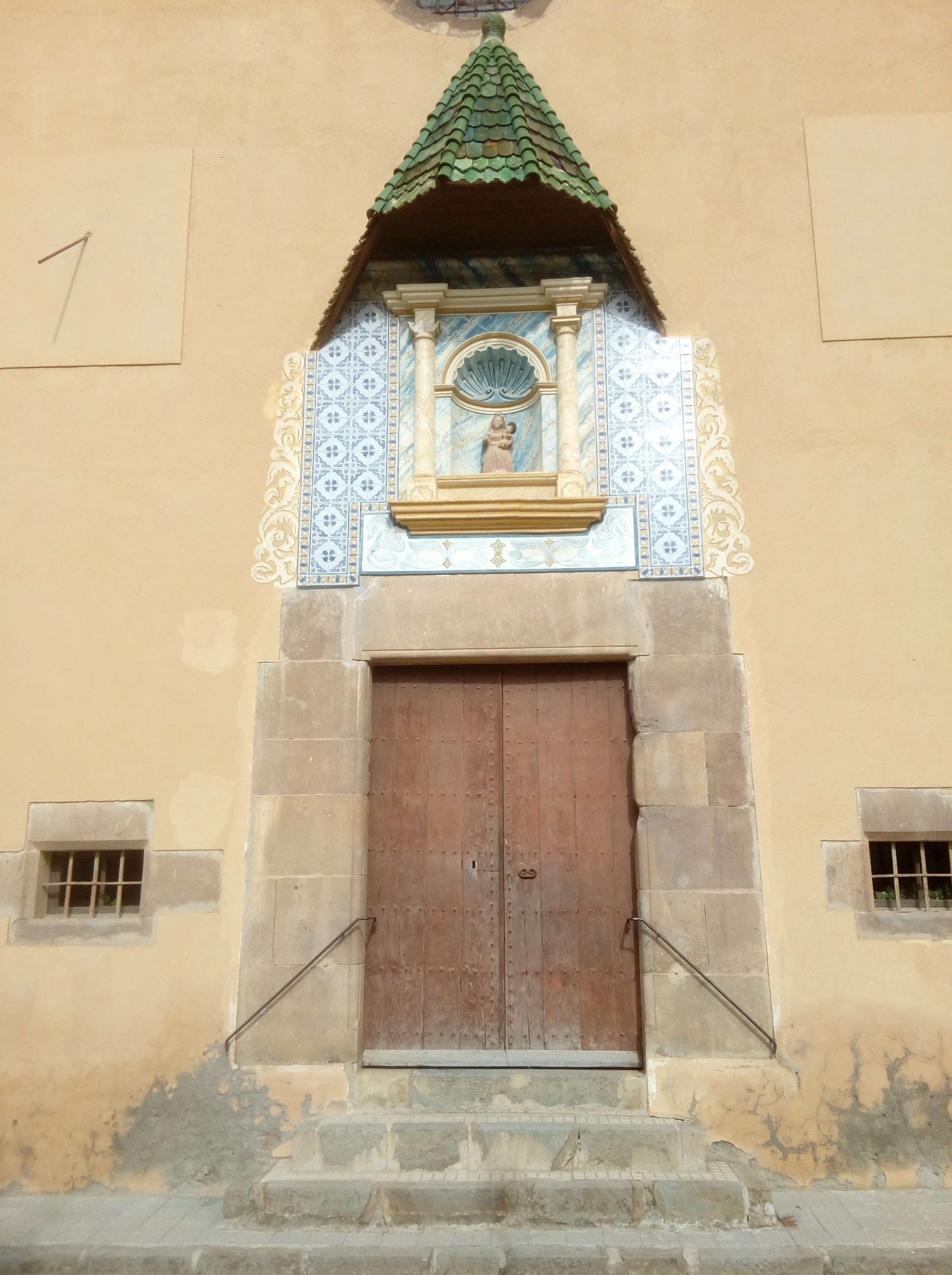
El porxo d'entrada